# Vosit Vohidov
Vosit Vohidovich Vohidov (* 13. Dezember 1917 in Türkistan; † 1. Juni 1994 in Taschkent) war ein usbekisch-sowjetischer Chirurg, Wissenschaftler und Gründer der Schule für spezialisierte chirurgische Versorgung in Usbekistan.

## Leben
Vohidov wurde am 13. Dezember 1917 in einer Bauernfamilie im Dorf Chaga in der Region Turkestan geboren. Die Familie Vohidov war in der bäuerlichen Landwirtschaft auf Grundstücken in der Nähe der Stadt Turkestan tätig. Sein Vater Abduvahit Khalmetov hatte neun Kinder, von denen zwei in jungen Jahren starben. Wie seine älteren Geschwister half auch Vasit dem Vater im Haushalt. Seine Mutter Khalmetova Khozhar kümmerte sich um die Familie und die Erziehung der Kinder war ihr Anliegen.
Vohidov schloss 1939 sein Studium am Medizinischen Institut Taschkent ab. 1950 verteidigte er seine Dissertation Die Funktion der Bauchspeicheldrüse bei eitrigen Krankheiten. Seine Doktorarbeit aus dem 1962 trug den Titel Pleuraverklebungen und die Bedeutung ihrer Gefäße im Lungenkreislauf. Am 27. November 1973 wurde der Erlass des Ministerrats der UdSSR Nr. 70 und am 6. Dezember 1973 der Erlass des Gesundheitsministers der UdSSR, B. W. Petrowski, Nr. 970 „Über die Gründung einer Zweigstelle des Allunionsforschungsinstituts für klinische und experimentelle Chirurgie des Gesundheitsministeriums der UdSSR in Taschkent“ veröffentlicht.
Vosit Vohidov war Leiter der Abteilung für Krankenhauschirurgie der Staatlichen Medizinischen Universität der Stadt Taschkent und wurde zum Direktor der VNIIKiEKh-Niederlassung ernannt. Er gründete die Taschkenter Zweigstelle des „All-Union-Forschungszentrum für Chirurgie“ und blieb bis zu seinem Lebensende deren Direktor. 
Vohidov war Autor von mehr als 180 wissenschaftlichen Arbeiten, die sich mit der Erforschung fast aller Bereiche der Chirurgie befassen wie zum Beispiel Erkrankungen der Lunge, der Mediastinalorgane, der Gallenwege, der Leber, des Magens, des Herzens und der großen Gefäße der unteren Extremitäten. Er bildete 15 Ärzte und 60 Kandidaten der Wissenschaften aus. Er war Vollmitglied der World Association of Surgeons, Herausgeber des Medizinischen Journals von Usbekistan, Mitglied der Redaktion der Zeitschrift Chirurgie, benannt nach Nikolai Iwanowitsch Pirogow.